# Félix Vallotton
Félix Vallotton (Lausana, 28 de diciembre de 1865 - Neuilly-sur-Seine, 29 de diciembre de 1925) fue un pintor y grabador de origen suizo, miembro del grupo de los nabis que a finales del siglo xix enlazó las novedades de los post-impresionistas con la nueva generación vanguardista de principios del siglo xx. Aunque no goza del prestigio de su líder Pierre Bonnard, es un nombre asiduo en las subastas de arte y su producción cuelga en los más reputados museos.

## Biografía
Félix Vallotton nació en Lausana (Suiza) y tras estudiar latín y griego, con 17 años viajó a París para aprender pintura en la Académie Julian. Progresó rápidamente, y en marzo de 1883 superó el concurso de acceso a la École des Beaux-Arts, quedando cuarto en una promoción de setenta alumnos.

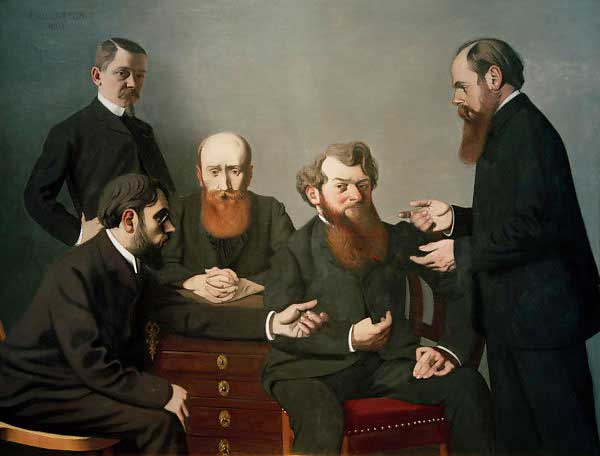
Cinq peintres ("Cinco pintores"), 1902-1903. De izquierda a derecha, de pie, el autor (Félix Vallotton), sentados, Pierre Bonnard, Édouard Vuillard y Charles Cottet, y de pie Ker-Xavier Roussel (Winterthur, Kunstmuseum).

En sus primeros años se interesó por el retrato. De 1887 es su Retrato del grabador Jasinski con sombrero, donde se despegó de las enseñanzas académicas. Ocasionalmente retornaba a Suiza, donde pintaba paisajes en la región de Vaud, y en París se interesó por el grabado; realizó dos aguafuertes inspirados en Rembrandt y Jean-François Millet.
En 1891, produjo sus primeras xilografías y presentó diez pinturas en su debut en el Salon des Indépendants. Figuró integrado en el grupo de los nabis, junto a Bonnard, Édouard Vuillard y Paul Sérusier. Los nabis (profetas) retomaban las enseñanzas de Gauguin, Toulouse-Lautrec y Van Gogh, autores que habían trabajado por separado, y las fundieron en un estilo definido que se transmitiría a la generación posterior de  Matisse, Derain, etc.
Vallotton prosiguió su producción xilográfica, que en 1892 fue elogiada en la revista L’Art et l’Idée. Ejemplo de este género es el Retrato del pintor Puvis de Chavannes (1898), tributo póstumo al controvertido pintor simbolista. Participó con cuatro estampas en otra exposición de los nabis, y su labor en este campo (sobre todo ilustraciones para libros y prensa) le permitió subsistir, compaginada con retratos de encargo.

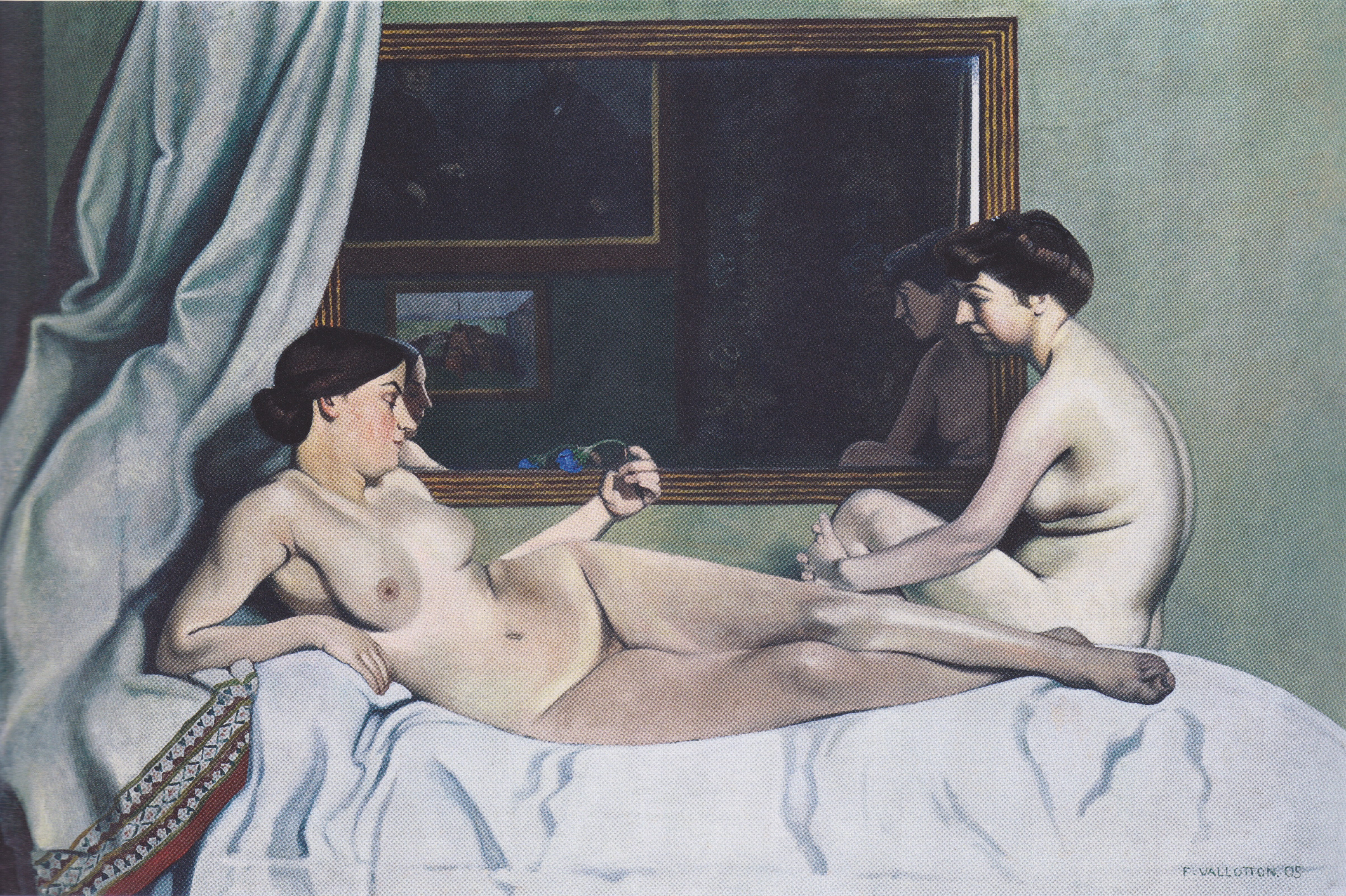
El descanso de las modelos, 1905 (Winterthur, Kunstmuseum).

En esa época concluyó su obra maestra, La enferma (París, colección particular), donde se ajustó un tanto a la tradición, con un virtuosismo técnico y amor por el detalle.
En 1893, Vallotton presentó en el Salon des Indépendants la obra Baño en una tarde de otoño (Zúrich, Kunsthaus), que refleja el paso de una pintura descriptiva a una figuración sintética más próxima al grabado. Expuso con los nabis en la galería de Ambroise Vollard de París (1897) y dos años después en la Durand Ruel de la misma ciudad. En 1900 obtuvo la nacionalidad francesa.
Hito importante en su carrera fue la exposición de una decena de sus pinturas en la Sezession de Viena (enero de 1903), que merecieron las felicitaciones de Gustav Klimt y Ferdinand Hodler. Su producción siguió centrándose en interiores y paisajes: Paisaje de Locquirec (Moscú, Museo Pushkin), Mujer durmiendo (col. part.), Dama al piano (1904; San Petersburgo, Ermitage). En 1906 produjo una importante serie de desnudos, viajó a Roma, Florencia y Pisa, y al año siguiente visitó Nápoles.
En 1908, Vallotton mostró obra en la Sezession de Múnich y en la Exposición del Toisón de Oro de Moscú, donde se vendieron numerosas piezas. Al año siguiente, participó en la fundación de la Acádemie Ranson, con Vuillard, Bonnard y otros, y la Kunstlerhauss de Zúrich le dedicó una muestra individual. Expuso 49 obras en la galería Druet de París, y su arte llegó por medio de otras muestras a Londres, Praga, Estocolmo… Fueron años de éxito comercial para Vallotton, que propiciaron que su hermano Paul abriese una galería de arte en Lausana. Sin embargo, la Primera Guerra Mundial repercutió en sus ventas hasta acarrearle problemas económicos. Realizó diversas obras inspiradas en el conflicto. Intentó alistarse, pero fue rechazado por su edad.
Tras su éxito en el Salon d’Automne, se instaló en Cagnes-sur-Mer en el invierno de 1920, aunque visitó diversas regiones en los cuatro siguientes años. Expuso con su marchante habitual, Druet, y en 1925 en el nuevo Salon des Tuileries de París. En diciembre de dicho año, fue hospitalizado y murió tras una operación, un día después de su 60.º cumpleaños.
En 1998 se instituyó una fundación en Lausana, para el estudio y difusión del arte de Vallotton.

## Obra destacada
- Felix Feneon en la Revue Blanche (1896, Colección Privada)
- Mujeres en el baño, (1897, Colección Privada)
- Misia en el tocador (1898, París, Museo de Orsay)
- Autumn Crocuses (1900; Suiza, Lausanne, Musée Cantonal des Beaux-Arts)
- El baño turco (1907; Ginebra, Musée d’Art et d’Histoire)
- El rapto de Europa (1908; Berna, Kunstmuseum)
- Vista de Honfleur (1910; Winterthur, Kunstmuseum)
- Bodegón con rosa y dalias (1912; col. part.)
- Coquetería (1911; Lausana, Galerie Vallotton)
- Autorretrato con gabardina (1914; Lausana, Musée des Beaux Arts)